# Adolf Eugen Fick

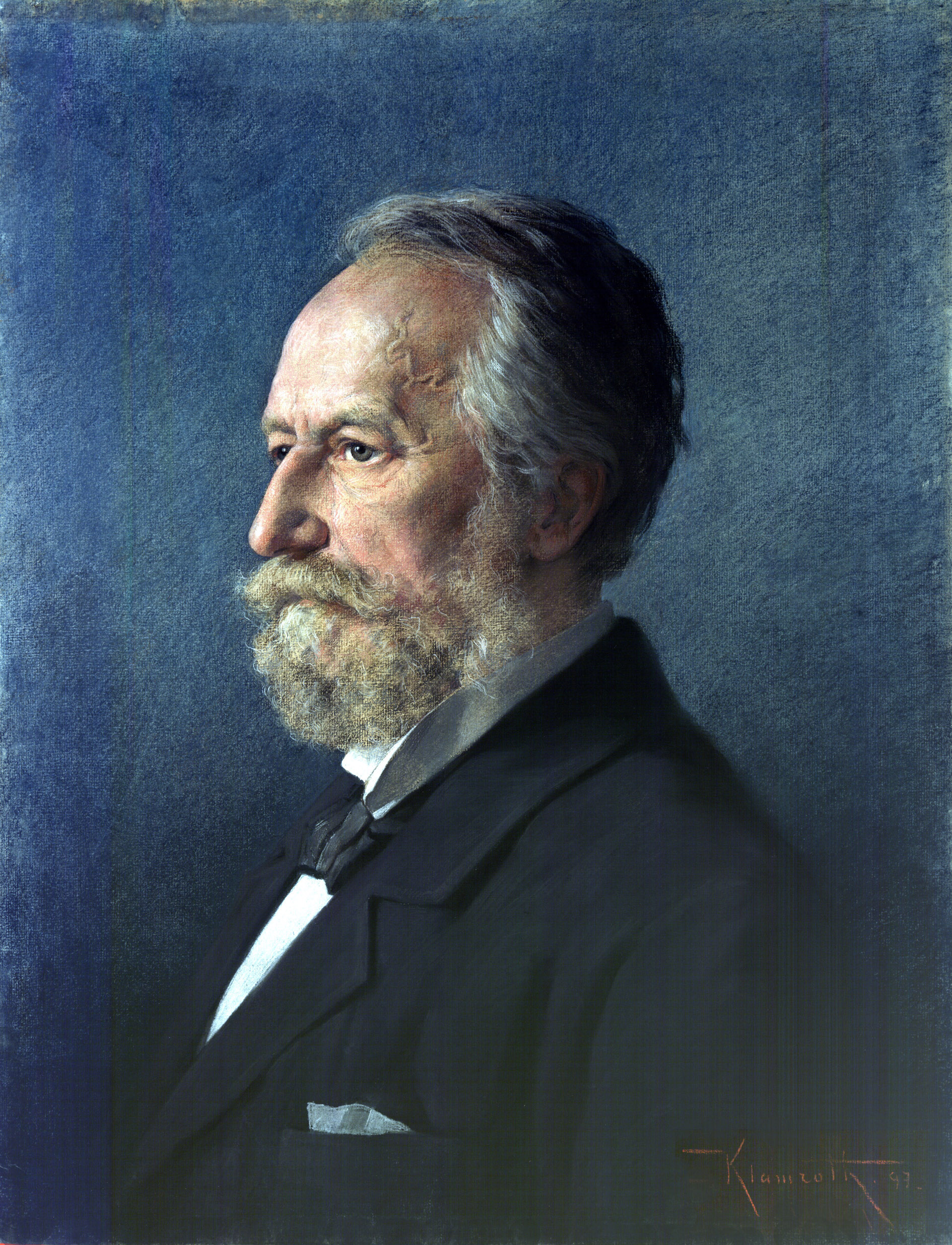
Adolf Eugen Fick

Adolf Eugen Fick (ngày 03 tháng 9 năm 1829 ở Kassel, Hesse-Kassel - 21 tháng 8, năm 1901) là một nhà sinh lý học Đức. Ông bắt đầu nghiên cứu toán học và vật lý, nhưng sau đó nhận ra rằng ông quan tâm nhiều hơn đối với y học. Ông đã bảo vệ thành công học vị tiến sĩ y khoa tại Marburg vào năm 1851. Sau đó ông làm người trợ giáo về khoa giải phẫu trong giải phẫu học.
Năm 1855, ông đã giới thiệu định luật khuếch tán Flick, chi phối sự khuếch tán của một chất khí qua một màng chất lỏng. Năm 1870, ông là người đầu tiên đo năng lượng tim, gọi là nguyên lý Fick.
Fick có thể xuất bản đúp luật khuếch tán của ông, vì nó được áp dụng như nhau đối với sinh lý học và vật lý. Tác phẩm của ông đã dẫn đến sự phát triển của phương pháp Fick trực tiếp để đo cung lượng tim.
Fick cũng phát minh ra máy đo huyết áp, công trình có ảnh hưởng đến cháu trai của ông đã phát minh ra kính áp tròng. 